# Marek Sokołowski (generał)
Marek Arkadiusz Sokołowski (ur. 4 kwietnia 1966 w Bartoszycach) – generał broni Wojska Polskiego. Dowódca Generalny Rodzajów Sił Zbrojnych.

## Życiorys

### Wykształcenie
Absolwent Wyższej Szkoły Oficerskiej Wojsk Zmechanizowanych (1992); Akademii Obrony Narodowej (1999). Ukończył podyplomowe studia strategiczno-operacyjne (2007); podyplomowe studia polityki obronnej w AON (2009); podyplomowe studia zarządzania bezpieczeństwem publicznym w Instytucie Organizacji i Zarządzania w Warszawie (2008). Ukończył m.in. kurs w Centrum Walki z Terroryzmem w Turcji, kurs obrony przed bronią masowego rażenia w AON, kurs walki w bliskim kontakcie i szkolenie z walki w bezpośrednim kontakcie z użyciem broni w tłumie i obszarach gęsto zaludnionych z wykorzystaniem strzelań specjalnych w Centrum Szkolenia Wojsk Lądowych (2008). Ukończył Kurs Instruktorski w Akademii Wychowania Fizycznego w Warszawie, uzyskując tytuł instruktora judo (1992). Posiadacz 3 dana w tej dyscyplinie sportu, ukończony kurs płetwonurków oraz tytuł skoczka spadochronowego. Czynnie uprawia krav magę. Absolwent studiów podyplomowych w Collegium Humanum, której działalność od 2020 stała się przedmiotem kontrowersji dotyczących kończenia na uczelni w szybkim tempie podyplomowych studiów MBA.

### Służba wojskowa
Od września 1987 do września 1988 odbywał zasadniczą służbę wojskową w strukturach Wojskowej Służby Wewnętrznej. Zawodową służbę wojskową rozpoczął w 1992 w 10 Batalionie Desantowo-Szturmowym 6 Pomorskiej Brygady Desantowo-Szturmowej w Krakowie na stanowisku dowódcy plutonu szturmowego, a później plutonu rozpoznawczego. W latach 1993–1995 uczestniczył (dwie zmiany) w misji UNDOF (PKW Syria). Od 1996 pełnił służbę w 25 Dywizji Kawalerii Powietrznej, a po przekształceniu w 25 Brygadzie Kawalerii Powietrznej. Zajmował stanowiska dowódcze i sztabowe, m.in. dowódcy kompanii, a po ukończeniu AON, starszego oficera rozpoznania brygady, szefa sztabu batalionu, szefa sztabu dywizjonu lotniczego, dowódcy batalionu, szefa szkolenia brygady. 
W dniu 2 lipca 2007, po ukończeniu Podyplomowych Studiów Operacyjno-Strategicznych, objął stanowisko zastępcy dowódcy brygady, które pełnił do końca września 2008 – w tym czasie przez 8  miesięcy był również pełniącym obowiązki dowódcy 25 BKPow. Po ukończeniu Podyplomowych Studiów Polityki Obronnej w AON, w dniu 1 lipca 2009 został ponownie wyznaczony na zastępcę dowódcy 25 BKPow. W czasie misji PKW Irak pełnił następujące stanowiska: w pierwszej zmianie (w latach 2003–2004) – zastępca dowódcy Samodzielnej Grupy Powietrzno Szturmowej, dowodząc odwodem powietrzno-lądowym dowódcy wielonarodowej dywizji. W piątej zmianie (przełom lat 2005–2006) – dowodził szturmowym, powietrzno-lądowym komponentem na stanowisku pomocnik dowódcy ds. aeromobilnych – dowódca batalionu manewrowego.
9 sierpnia 2011 prezydent RP Bronisław Komorowski mianował go na stopień generała brygady. Od grudnia 2011 do czerwca 2012 pełnił obowiązki Zastępcy Dowódcy do spraw Koalicyjnych, Regionalnego Dowództwa Wschód (RC-E: Regional Command – East) z siedzibą w Bagram w Afganistanie. W 2013 pełnił obowiązki Dowódcy XIII zmiany PKW Afganistan, gdzie żołnierze 25 BKPow. stanowili trzon jej sił. W 2014 został wyznaczony na stanowisko Zastępca Dowódcy Dywizji – Szefa Sztabu 16 Pomorskiej Dywizji Zmechanizowanej w Elblągu. Z dniem 2 maja 2016 został wyznaczony przez ministra obrony narodowej Antoniego Macierewicza na stanowisko dowódcy 16 DZ. 15 sierpnia 2016 prezydent RP Andrzej Duda mianował go na stopień generała dywizji. 19 lipca 2019 został wyznaczony przez ministra obrony narodowej Mariusza Błaszczaka na stanowisko Inspektora Szkolenia w DG RSZ. 14 sierpnia 2023 prezydent RP Andrzej Duda mianował go na stopień generała broni. 11 października 2023 minister obrony narodowej Mariusz Błaszczak wyznaczył go do pełnienia obowiązków Dowódcy Generalnego Rodzajów Sił Zbrojnych. Z dniem 3 maja 2024 roku został mianowany przez prezydenta RP Andrzeja Dudę na stanowisko Dowódcy Generalnego Rodzajów Sił Zbrojnych. 

## Awanse generalskie
- generał brygady – 2011[14]
- generał dywizji – 2016[15]
- generał broni – 14 sierpnia 2023[16]

## Ordery, odznaczenia i wyróżnienia
- Krzyż Komandorski Orderu Krzyża Wojskowego – 2014[17]
- Krzyż Wojskowy – 2013[18][19]
- Krzyż Zasługi za Dzielność – 2006[20]
- Srebrny Medal za Długoletnią Służbę – 2018[21]
- Gwiazda Iraku
- Gwiazda Afganistanu
- Srebrny Medal „Siły Zbrojne w Służbie Ojczyzny”
- Złoty Medal „Za zasługi dla obronności kraju”
- Srebrny Medal „Za zasługi dla obronności kraju”
- Medal 10-lecia sformowania DG RSZ – 2024, ex officio[22]
- Odznaka Skoczka Spadochronowego Wojsk Powietrznodesantowych (z cyfrą "150")
- Odznaka Skoczka Spadochronowego Wojsk Lotniczych
- Odznaka pamiątkowa 25 DKPow.
- Odznaka pamiątkowa 25 BKPow. – ex officio
- Odznaka pamiątkowa 16 DZ – ex officio
- Odznaka pamiątkowa DG RSZ – 2024, ex officio
- Odznaka absolwenta Podyplomowych Studiów Polityki Obronnej AON
- Odznaka absolwenta Podyplomowych Studiów Operacyjno-Strategicznych AON
- Odznaka honorowa "Husarz Polski" (nr 19) – 2005
- Medal „Pro Memoria” – 2011
- Komandoria Krzyża „W Służbie Bogu i Ojczyźnie” – 2025[23][24]
- Komandoria Missio Reconciliationis – 2011[25][26]
- Odznaka "Za Zasługi dla ZKRPiBWP" – 2011[27]
- Medal XXX-lecia Związku Żołnierzy Wojska Polskiego – 2012/13
- Officer Legii Zasługi – Stany Zjednoczone
- Legionnaire Legii Zasługi – Stany Zjednoczone, 2013[19]
- Explosive Ordnance Disposal Badge (Basic)(inne języki) – Stany Zjednoczone
- Army Parachutist Badge (Basic)(inne języki) – Stany Zjednoczone
- Army Marksmanship Qualification Badge (Expert) z klamrą "RIFLE" – Stany Zjednoczone
- Złoty Medal Afgańskiej Policji Narodowej – 2013, Afganistan[28][29][30]
- Parachute Badge with Wings(inne języki) – Wielka Brytania
- Medal Pamiątkowy Wielonarodowej Dywizji Centrum-Południe w Iraku (z cyfrą "2")
- Medal ONZ za misję UNDOF (z cyfrą "3")
- Medal NATO za misję ISAF – dwukrotnie: 2012[31] oraz 2013[19]